# Thurton
Thurton – wieś w Anglii, w hrabstwie Norfolk, w dystrykcie South Norfolk. Leży 13 km na południowy wschód od Norwich i 159 km na północny wschód od Londynu. Miejscowość liczy 567 mieszkańców.